# عبد الله باه
عبد الله باه (بالفرنسية: Abdallah Bah)‏ هو لاعب كرة قدم غيني في مركز حراسة المرمى، ولد في 30 نوفمبر 1975 في داكار في السنغال. شارك مع منتخب غينيا لكرة القدم. أما مع النوادي، فقد لعب مع دي.سي. يونايتد ونادي راون الرياضي ونادي ليتون أورينت ونادي مريدا ونادي نيس.

## وصلات خارجية
- عبد الله باه على موقع قاعدة بيانات كرة القدم.إي يو (الإنجليزية)
- عبد الله باه على موقع ليكيب (الفرنسية)
- عبد الله باه على موقع ناشيونال فوتبول تيمز (الإنجليزية)